# أشكفت سياه (لوداب)
أشکفت سیاه (بالفارسية: اشکفت سیاه) هي قرية تقع في إيران في قسم لوداب الريفي. يقدر عدد سكانها بـ 205 نسمة بحسب إحصاء 2016.